# Il viaggio (film 1921)
Il viaggio è un film del 1921 diretto da Gennaro Righelli.

## Trama
In un piccolo paese della Sicilia vive Adriana, che dopo la morte del marito conduce un'esistenza ritirata in una grande villa. Un giorno Adriana non si sente bene e permette al cognato Cesare di accompagnarla a Palermo per farsi visitare. Le premure dell'uomo e la scoperta della grande città la fanno rifiorire, benché la diagnosi del medico le dia poco tempo di vita. Dopo essersi abbandonata all'amore del cognato, il viaggio di Adriana prosegue a Napoli e poi a Venezia, dove la donna, conscia della sua fatale condizione, si uccide.